# Duane Causwell
Duane Causwell, né le 31 mai 1968 dans le Queens, à New York, est un ancien joueur américain de basket-ball. Il évolue au poste de pivot.